# Пираньяс (река)
Пираньяс (порт. Rio Piranhas-Açu) — река на северо-востоке Бразилии. Длина — 447 км.
Истоки находятся на территории муниципалитета Бониту-ди-Санта-Фе (Параиба) недалеко от штата Сеара. Протекает в основном по каатинге. Впадает река в Атлантический океан недалеко от Макау (Риу-Гранди-ду-Норти).
В верхнем течении река называется Пираньяс, но ниже плотины Armando Ribeiro Gonçalves в городе Асу, португальцы называют реку Асу.
Река снабжает питьевой водой некоторые муниципалитеты, также используется при орошении сельскохозяйственных угодий.
Бассейн реки занимает 32,8 % территории Риу-Гранди-ду-Норти и более 50 % Параибы. Крупнейшие притоки — реки Эспиньярас и Серидо.